# Black Crypt
Black Crypt je RPG počítačová hra z roku 1992 americké vývojářské firmy Raven Software (byla to jejich první vytvořená hra). Spadá do podžánru „dungeon“, který byl hojně rozšířen na začátku 90. let 20. století. Byla vytvořena pro platformu Amiga a vyšla na 880 kB disketách (včetně disku pro ukládání pozic - „save“, pokud počítač neměl vlastní harddisk). Později se objevila i demoverze pro DOS.
Black Crypt je krokovací dungeon (tzn. pohyb party není plynulý, ale odehrává se po skocích ve čtvercích), v němž hráč ovládá družinu 4 postav. Ta prochází rozsáhlým mnohopatrovým podzemním bludištěm, v němž se střetává s četnými nepřátelskými kreaturami, nachází různé poklady a vybavení, řeší logické hádanky a snaží se vyhnout nastraženým pastím. Boje probíhají v reálném čase a nejsou tedy tahové, těmito parametry evokuje Black Crypt legendární hru Dungeon Master firmy FTL Games.
Časopis Excalibur hru ohodnotil 90 %. Ovládá se myší a klávesnicí.

## Hratelnost
Na rozdíl od Dungeon Mastera neobsahuje Black Crypt předvolené postavy, které by si hráč mohl rovnou vybrat. Před startem hry je tedy nutno vytvořit a pojmenovat 4 hrdiny, kterým se přidělují body do jednotlivých dovedností. Je možno vybírat z povolání bojovníka (Fighter), klerika (Cleric), mága (Magic user) a druida (Druid). Mimo bojovníka ovládají všichni magii, jsou tedy schopni sesílat různá kouzla (díky vlastnictví kouzelné knihy). Prostředí podzemního bludiště je poplatné době, ve srovnání s pozdějšími tituly se může jevit jako stereotypní.

## Příběh
V zemi skončila „Černá válka“ mezi mocnostmi dobra a kouzelníkem Estorothem Paingiverem stojícím na straně zla. Estoroth byl poražen a donucen k ústupu do svých podzemních katakomb. Čtyři dobrodruzi se vydali do podzemí, aby ho porazili. Byli to Dvergar, Kaolic, Runetek a Oakraven. Estoroth je zabil a v jedenáctém podzemním patře jim vystavil hrobky. Po nich zkoušeli uspět další hrdinové, ale ani oni se nevrátili zpět živí. Jejich výbava včetně zbraní je rozházena po celé kryptě. Cílem hráče je se svou družinou projít všechna patra podzemí (je jich 30) a kouzelníka Estorotha zabít.

## Kritika
Zde je uvedeno hodnocení hry některými počítačovými časopisy a periodiky:
| Časopis         | Číslo, datum vydání        | Recenzent              | Hodnocení |
| --------------- | -------------------------- | ---------------------- | --------- |
| Amiga Action    | č. 30, březen 1992         | Peter Lee              | 93 %      |
| Amiga Computing | č. 50, červenec 1992       | Jonathan Maddock       | 85 %      |
| Amiga Force     | č. 15, únor 1994           | Chris Marke Mark Smith | 89 %      |
| Amiga Format    | č. 34, květen 1992         | Maff Evans             | 78 %      |
| Amiga Joker     | duben 1992                 | Joachim Nettelbeck     | 83 %      |
| Amiga Power     | č. 11, březen 1992         | Gary Penn              | 85 %      |
| Amiga Magazine  | č. 16, červenec-srpen 1992 | John Beek              | 8,5/10    |
| CU Amiga        | březen 1992                | Mark Patterson         | 90 %      |
| Excalibur       | č. 12, září 1992           | David Kika             | 90 %      |